# Pierre David (1771-1839)
Pour les articles homonymes, voir Pierre David et David.
Pierre David, né le 9 janvier 1771 à Verviers et mort le 30 juin 1839 à Verviers, est un homme politique belge, bourgmestre de Verviers sous divers régimes et premier lors de la fondation du Royaume de Belgique.

## Biographie

### Jeunesse
Pierre David est né le 9 janvier 1771 à Verviers.

### Bourgmestre de Verviers
Il entre dans l'exécutif de la ville de Verviers comme officier municipal le 27 mars 1799 avant d'être élu bourgmestre (sous l'appellation maire du régime français) le 4 juillet 1800.
Son mandat est caractérisé par un effort de transparence, le bourgmestre souhaitant la publicité des séances communales. L'inscription « Publicité sauve-garde du peuple » est inscrite sur le fronton de l'hôtel de ville.
Verviers se dote d'un corps de pompier et retrouve une école secondaire.

### Participation au congrès national
En 1830, un Congrès national est chargé d'adopter la constitution de Belgique ; Pierre David y siège, représentant le district de Verviers. Prônant un rattachement à la France, il défend l'idée d'une république comme meilleur moyen d'y arriver et meilleure garantie de liberté.
En janvier 1831, il émet son opinion qu'une nouvelle guerre au XIXe s. est inévitable, et ne peut épargner la Belgique, quels que soient les choix effectués en matière de forme de gouvernement ou de qui nomme comme monarque. Quand le constituant adopte le principe d'une monarchie comme forme de gouvernement, Pierre David relaie alors une pétition des habitants de Verviers pour le rattachement à la France et appelle en ce sens la nomination de Louis Philippe Ier, précisant toutefois qu'il devrait diriger la Belgique sur base de la constitution belge.
Il démissionne des travaux du congrès en avril 1831.

### Royaume de Belgique
Il rejoint également le conseil provincial de Liège.
Le bourgmestre est réélu en 1836, après l'adoption de loi communale du 30 mars 1836.

## Fonctions et mandats
- Officier municipal de Verviers : 1799-1839
- Maire de Verviers : 1800-1808
- Membre de la commission d'arrondissement : 1814-1839
- Membre du conseil de régence de Verviers
- Bourgmestre de Verviers : 1830-1839
- Membre du Congrès national : 1830-1831
- Conseil provincial de Liège : -1839[7],[1]

## Postérité

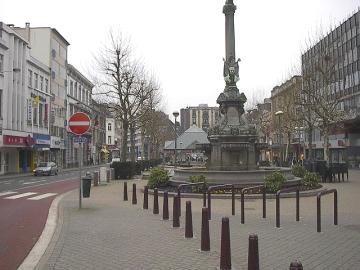
La fontaine David en 2004.

Il décède d'un accident domestique le 30 juin 1839, un volet se détachant de son habitation, l'emportant, provoquant une chute entraînant une blessure létale à la tête.
Au XIXe s., une biographie publiée en 1873 atteste que les cloches sonnent annuellement pour commémorer son décès.
Une fontaine est inaugurée sur la Place Verte en 1883, comportant un buste de Pierre David sculpté par Clément Vivroux la même année. Elle porte la dédicace « A Pierre David 1771 - 1839 ses concitoyens »
Diverses sources attestent d'un coffret contenant le cœur du bourgmestre placé dans cette fontaine le 25 juin 1883. Le coeur du bourgmestre a été extrait trois jours après son décès par trois chirurgiens mandatés par le Conseil Communal après autorisation de la famille. En août 2020, des travaux de rénovation permettent de retrouver ce coffret. Le coffret est exposé au Musée des Beaux-Arts et de la Céramique de Verviers avec le projet de le replacer dans la fontaine, une fois les travaux de la place achevés.
Une rue de Verviers porte son nom dans le quartier Lambermont.